# 钱惟治
钱惟治（949年—1014年），字世和，好學喜藏書，擅長書法，尤以草隸二體稱絕，宋太宗稱其書法為諸錢之首。
中國五代十国時代人物，吴越忠逊王钱弘倧的长子。北宋鎮國軍節度使、特進、檢校太師，追封彭城郡王。

## 生平
钱弘倧被迁到东府越州时，钱惟治出生，钱惟治被过继给了钱俶。钱惟治好读书，八岁为两浙衙内诸军指挥使，判军粮营田事，德化军使，检校太保，台州团练使。乾德四年宋朝授他为宁远军节度使，检校太尉，和世子钱惟濬一日授节。宋朝伐江南南唐，他随钱俶克常州，因功改为奉國軍節度使。钱惟治入宋朝貢，宋太祖賜衣。宋太宗即位，進檢校太尉。
钱俶纳土归宋，钱惟治留守杭州，改鎮國軍節度使。雍熙年间从征遼國，鎮真定府。钱俶的兒子钱惟濬荒唐，钱俶死時，王妃把符鑰都給了钱惟治。钱俶死后，起复加檢校太師。後來因為家奴犯罪，被貶為右監門衛上將軍。到了晚年逐漸貧困，而宋真宗憐憫其貧困，故特地將惟治轉任為右武衛上將軍，並每月俸祿十萬錢，累加至左驍衛上將軍、左神武統軍。
去世時六十六歲。葬在洛陽邙山。擅長草書、隸書，被宋太宗、宋真宗父子稱道。妻子祁國夫人元氏，瑯琊郡夫人水丘氏。其子钱丕。

## 家庭
- 兒子
  - 錢丕，北宋雍熙二年（985年）中進士，歷任知縣、知州，在真宗時累遷至駕部郎中、將作少監、三司戶部判官，最後官至正六品光祿少卿，後卒。[6]